# Катайка (приток Тюляни)
Катайка (баш. Ҡатай) — река в России, протекает в Республике Башкортостан, Альшеевский район. Устье реки находится в 17 км по правому берегу реки Тюлянь. Длина реки составляет 10 км.
Населённые пункты: Фань, Казанка.

## Данные водного реестра
По данным государственного водного реестра России относится к Камскому бассейновому округу, водохозяйственный участок реки — Дёма от истока до водомерного поста у деревни Бочкарёва, речной подбассейн реки — Белая. Речной бассейн реки — Кама.
По данным геоинформационной системы водохозяйственного районирования территории РФ, подготовленной Федеральным агентством водных ресурсов:
- Код водного объекта в государственном водном реестре — 10010201312111100024878
- Код по гидрологической изученности (ГИ) — 111102487
- Код бассейна — 10.01.02.013
- Номер тома по ГИ — 11
- Выпуск по ГИ — 1